# San Pio delle Camere
San Pio delle Camere es una  localidad italiana de la provincia de L'Aquila, región de Abruzos de 586 habitantes.

## Evolución demográfica
| Gráfica de evolución demográfica de San Pio delle Camere entre 1861 y 2001 |
|                                                                            |
| Fuente ISTAT - elaboración gráfica por Wikipedia                           |